# Uperotus clavus
Uperotus clavus är en musselart som först beskrevs av Gmelin 1791.  Uperotus clavus ingår i släktet Uperotus och familjen skeppsmaskar. Inga underarter finns listade i Catalogue of Life.